# Fillières
Fillières település Franciaországban, Meurthe-et-Moselle megyében. Lakosainak száma 524 fő (2022. január 1.). Fillières Bréhain-la-Ville, Errouville, Joppécourt, Morfontaine, Serrouville és Ville-au-Montois községekkel határos.

## Népesség
A település népességének változása:
| Lakosok száma | 452  | 395  | 384  | 455  | 507  | 508  | 510  | 512  | 510  | 524  |
|               | 1968 | 1982 | 1990 | 2006 | 2013 | 2015 | 2017 | 2019 | 2020 | 2022 |